# Phyllonorycter scabiosella
Phyllonorycter scabiosella là một loài bướm đêm thuộc họ Gracillariidae. Nó được tìm thấy ở Đảo Anh through Đức, Ba Lan và Ukraina to miền nam Nga và from the Hà Lan to Tây Ban Nha và Ý.
Ấu trùng ăn Scabiosa columbaria. Chúng ăn lá nơi chúng làm tổ và are often found on seedlings. They create a large, lower-surface tenntiform mine, causing a strong contraction of the leaf. The surroundings of the mine often turn violet. Pupation takes place in a cocoon. The frass is deposited in a corner of the mine.